# Hohenstadt (Ahorn)
Hohenstadt ist ein Ortsteil der Gemeinde Ahorn im Main-Tauber-Kreis in Baden-Württemberg.

## Geographie

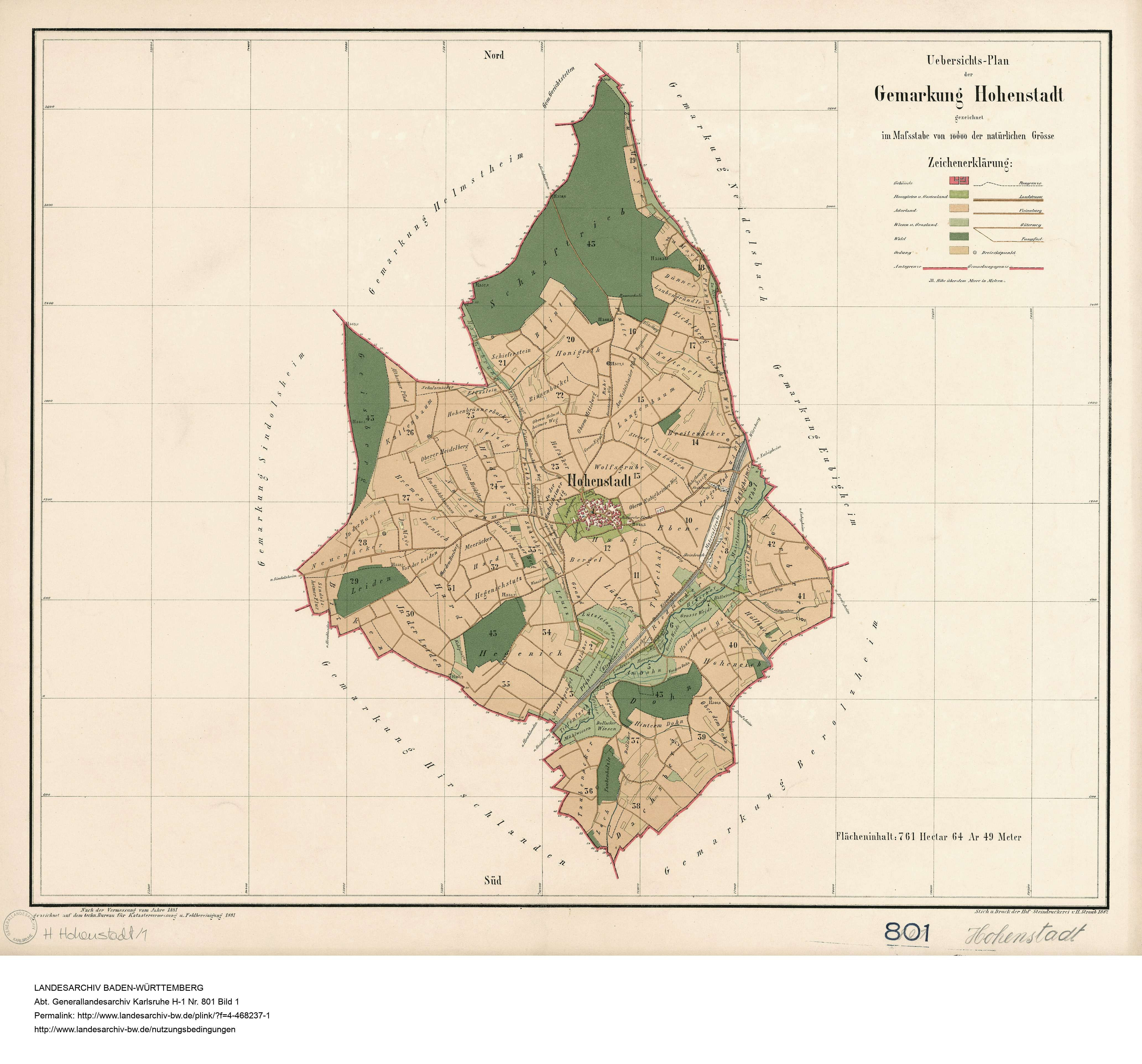
Gemarkung von Hohenstadt, 1882

Hohenstadt liegt etwa 2 km südwestlich von Eubigheim, wo die Gemeindebehörden sitzen, und jeweils 18–19 km südwestlich der Kreisstadt Tauberbischofsheim und westlich der Stadt Bad Mergentheim. Das Dorf ist am auslaufenden Hügelsporn erbaut, der sich zwischen den Talmulden des auf dem Gemeindegebiet noch Eubigheimer Bach genannten Kirnau-Zufluss Rinna im Südosten und ihres Nebenflusses Langengrabens wenig im Westsüdwesten erhebt und südwärts zur Mündung des Langengrabens hin ausläuft. Der Ort ist von der Ackerbaulandschaft des Baulands umgeben, in das sich nur an steileren Hängen kleine Waldinseln einstreuen; nur in der Nordspitze der Gemarkung gibt es ein größeres, sich hinter der Grenze fortsetzendes Waldgebiet.

## Geschichte
Im Jahre 1050 wurde Hohenstadt erstmals urkundlich erwähnt. Am 1. Dezember 1971 wurde der Ort in die neue Gemeinde Ahorn eingegliedert.

## Wappen
Blasonierung: In von Blau und Rot geviertem Schild in 1 und 4 eine schrägliegende goldene Turnierstange, an der linkshin eine von Silber und Rot gevierte Fahne flattert, in 2 und 3 ein silberner Pfahl.

## Verkehr
Hohenstadt wird von Sindolsheim im benachbarten Neckar-Odenwald-Kreis im Westen her von einer Verbindungsstraße erreicht, die in die Kreisstraße K 2840 einmündet, welche den Ort an seinem südöstlichen Rand vorbei mit Eubigheim im Nordosten und (später unter anderer Nummer) mit Rosenberg im Südwesten verbindet. Der nächste Bahnhof liegt in Eubigheim an der Frankenbahn, nächster Autobahnanschluss ist die Ausfahrt Boxberg bei Berolzheim, die auf der Straße etwa 6 km weit entfernt liegt.